# Coeur d'Alene
Coeur d'Alene é uma cidade localizada no estado americano do Idaho, no condado de Kootenai, do qual é sede. Foi fundada em 1878 e incorporada em 4 de setembro de 1906.

## Geografia
De acordo com o United States Census Bureau, a cidade tem uma área de 43,6 km², dos quais 41,6 km² estão cobertos por terra e 2 km² por água.

### Localidades na vizinhança
O diagrama seguinte representa as localidades num raio de 12 km ao redor de Coeur d'Alene.

## Demografia
Segundo o censo nacional de 2010, a sua população é de 44 137 habitantes e sua densidade populacional é de 1 013,2 hab/km².

## Marcos históricos
A relação a seguir lista as 15 entradas do Registro Nacional de Lugares Históricos em Coeur d'Alene. O primeiro marco foi designado em 27 de junho de 1975 e o mais recente em 30 de dezembro de 2009.
- Coeur d'Alene City Hall
- Coeur d'Alene Federal Building
- Coeur d'Alene Masonic Temple
- First United Methodist Church
- Fort Sherman Buildings
- Harvey M. Davey House
- Inland Empire Electric Railway Substation
- John P. and Stella Gray House
- Kootenai County Courthouse
- Mooney-Dahlberg Farmstead
- Mullan Road
- Prairie School II
- Roosevelt School
- Sherman Park Addition
- St. Thomas Catholic Church